# Toxonprucha terminalis
Toxonprucha terminalis är en fjärilsart som beskrevs av Smith 1907. Toxonprucha terminalis ingår i släktet Toxonprucha och familjen nattflyn. Inga underarter finns listade i Catalogue of Life.